# Beiers voetbalkampioenschap 1905/06
In 1905/06 werd het eerste Beiers voetbalkampioenschap gespeeld, dat georganiseerd werd door de Zuid-Duitse voetbalbond. De competitie was een voorronde van de Südkreisliga, waarvan de winnaar naar de finale van de Zuid-Duitse eindronde ging. Of er in Midden-Franken (Noord-Beieren) een competitie was of dat enkel 1. FC Nürnberg zich aanmeldde is niet meer bekend. Voor Zuid-Beieren werd MTV München de kampioen. In de eindronde van de Südkreisliga gaven echter beide clubs verstek. 

## 1. Liga

### Mittelfranken
Uit de Gau Mittelfranken is enkel kampioen 1. FC Nürnberg bekend. 

### Südbayern
| Plaats | Club                    | Wed. | W | G | V | Saldo | Ptn. |
| ------ | ----------------------- | ---- | - | - | - | ----- | ---- |
| 1.     | MTV München 1879        | 6    | 6 | 0 | 0 | 63:4  | 12:0 |
| 2.     | FC Bayern München       | 6    | 5 | 0 | 1 | 19:12 | 10:2 |
| 3.     | FC Bavaria 1899 München | 6    | 4 | 0 | 2 | 27:20 | 8:4  |
| 4.     | Turnerschaft München    | 5    | 3 | 0 | 2 | 13:29 | 6:4  |
| 5.     | TV 1860 München         | 6    | 1 | 0 | 5 | 8:21  | 2:10 |
| 6.     | FC Wacker München       | 6    | 1 | 0 | 5 | 12:30 | 2:10 |
| 7.     | MTV 1889 Augsburg       | 5    | 1 | 0 | 4 | 11:37 | 2:8  |

|  | Geplaatst voor Südkreisliga |
|  | Degradatie                  |